# Maria Sakkarī
Maria Sakkarī (in greco Μαρία Σάκκαρη?; Atene, 25 luglio 1995) è una tennista greca.
Nel corso della sua carriera, ha vinto due titoli WTA e a livello Slam ha raggiunto le semifinali all'Open di Francia 2021 e allo US Open dello stesso anno, successi che le hanno permesso di guadagnare il titolo di tennista greca donna più forte della storia. Con la 3ª posizione mondiale raggiunta il 21 marzo 2022, detiene insieme al collega connazionale Stefanos Tsitsipas il primato di tennista greca con il miglior piazzamento di sempre in classifica.

## Biografia
Maria Sakkarī è nata ad Atene il 25 luglio 1995 da Konstantinos Sakkaris e Angelikí Kanellopoúlou, ex tennista professionista con un best ranking da numero 43 al mondo raggiunto negli anni Ottanta. Maria ha un fratello e una sorella: Yannis e Amanda. Lo zio Nikolas Sakkaris riveste l'incarico di console generale onorario di Grecia a Milano.
Si è trasferita a Monte Carlo dopo aver vissuto ed essersi allenata a Barcellona. Dal 2018 è allenata da Tom Hill, allenatore che la porta al salto di qualità verso la top 10 mondiale. Nel 2024 il duo si separa e Sakkari assume come nuovo coach Sergi Bruguera, ex allenatore di Alexander Zverev e medaglia d’argento a Atlanta 1996. Riconosce in Serena Williams, Roger Federer e Rafael Nadal i suoi idoli tennistici.

## Carriera

### Juniores
Tra le juniores gioca dal 2009 al 2012 nell'ITF Junior Circuit senza vincere alcun titolo, i migliori risultati sono la finale disputata in un torneo di Grade 4 e una semifinale in un Grade 1, senza andare oltre la 203ª posizione nel ranking mondiale di categoria.

### 2010-2015: inizi da professionista, primi titoli ITF e top 200
Fa le sue prime sei apparizioni tra le professioniste nel 2010 in tornei ITF e raccoglie solo sconfitte. Nel 2011 vince i primi incontri e a settembre disputa la sua prima finale in un torneo ITF da 10.000$ ad Atene. Raggiunge una finale ITF anche l'anno successivo, nel quale esordisce nella squadra greca di Fed Cup e perde tutti i 5 incontri disputati in stagione nel torneo. Quell'anno fa la sua prima esperienza nel circuito maggiore ed esce al secondo turno nelle qualificazioni degli Internazionali Femminili di Palermo. Nel 2013 viene sconfitta al primo turno nelle qualificazioni al torneo WTA Qatar Total Open. Nel corso della stagione perde altre due finali ITF in singolare e anche la sua prima finale ITF in doppio.
Nell'aprile 2014 alza il primo trofeo vincendo in singolare un torneo ITF di Heraklion con il successo in finale su Despina Papamichail, nel prosieguo della stagione vince altri tre tornei ITF in singolare e tre in doppio, nonché i primi incontri in Fed Cup. Nel maggio 2015 vince per la prima volta un torneo da 25.000$ battendo Rebecca Peterson nella finale di Maribor. Ad agosto entra per la prima volta nella top 200; subito dopo supera per la prima volta le qualificazioni nel circuito maggiore agli US Open ed esce di scena al primo turno per mano di Wang Qiang. Con questo risultato entra per la prima volta nella top 200 del ranking. A novembre vince il torneo di doppio all'ITF da 75.000$ di Dubai in coppia con Çağla Büyükakçay, superando in finale Elise Mertens / İpek Soylu.

### 2016: primi quarti di finale WTA e top 100

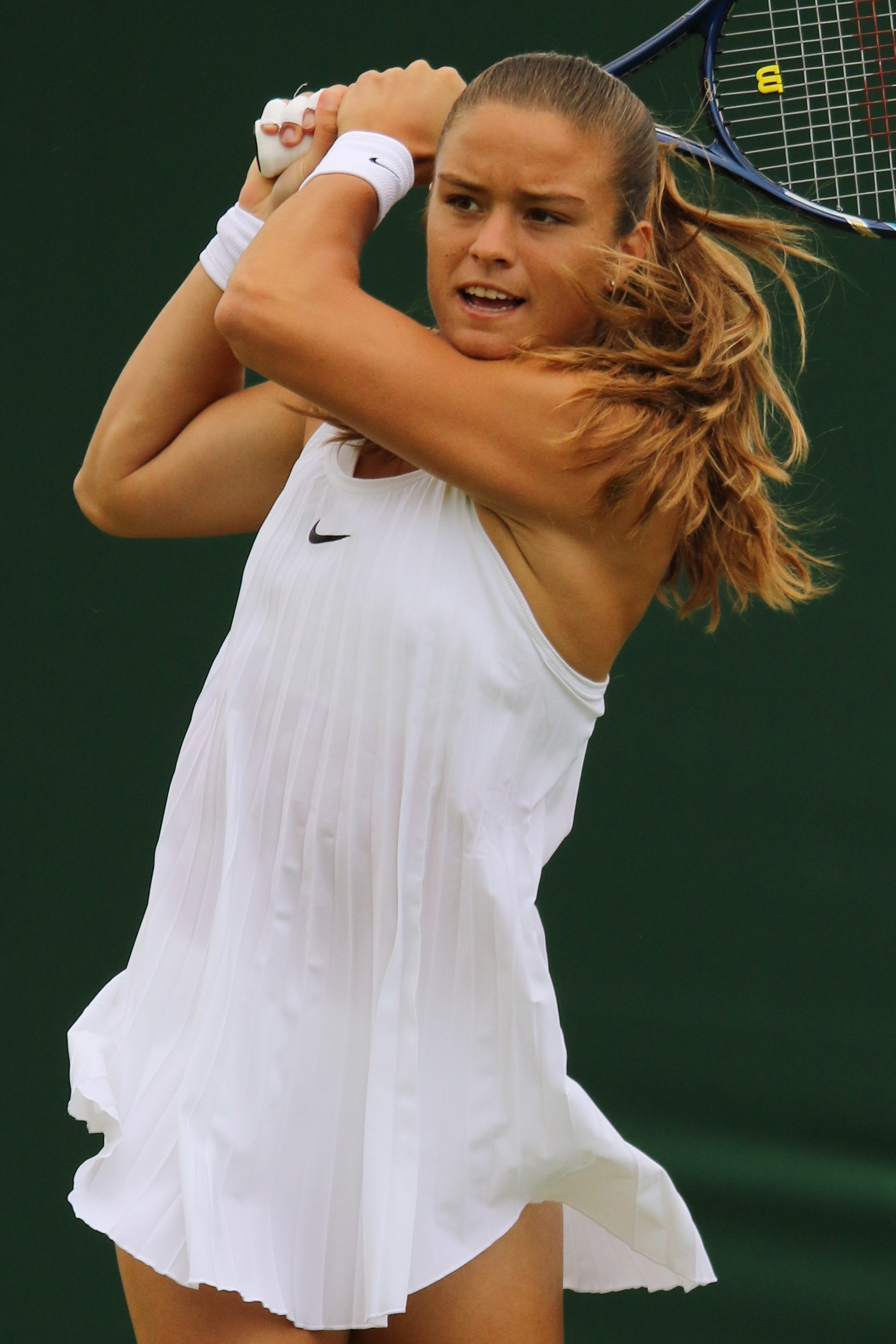
Maria Sakkari nel 2016

Nel gennaio 2016 supera le qualificazioni agli Australian Open, vince il suo primo incontro nel tabellone principale di un torneo del circuito maggiore battendo Wang Yafan e viene eliminata al secondo turno da Carla Suarez Navarro. Nelle qualificazioni del Premier Mandatory di Miami concede solo 4 giochi alla nº 77 del ranking Anett Kontaveit, prima top 100 sconfitta in carriera, accede poi al tabellone principale e perde al primo turno contro Irina-Camelia Begu. Il mese successivo si spinge per la prima volta fino ai quarti in un torneo WTA a Istanbul, elimina tra le altre la nº 34 WTA Anna Karolína Schmiedlová e perde contro Danka Kovinić. Entra nel tabellone principale anche a Wimbledon, dove supera Zheng Saisai e al secondo turno cede in tre set a Venus Williams. A fine torneo fa il suo ingresso nella top 100, al 97º posto.
Viene eliminata al primo turno allo Swiss Open, al Connecticut Open e agli US Open, dove accede per la prima volta nel main draw di un torneo Slam senza passare per le qualificazioni. Continuano le eliminazioni al primo turno al Japan Open e al Korea Open e torna a vincere un incontro WTA a Tashkent, dove supera Anna Karolína Schmiedlová e perde al secondo turno contro Kirsten Flipkens al tie-break del terzo set. Eliminata al primo turno a Hong Kong, raggiunge la semifinale in un ITF da 100.000$ egiziano e a fine ottobre porta il best ranking all'89ª posizione.

### 2017: prima semifinale WTA e top 50
Inizia il 2017 con le sconfitte al primo turno nei WTA di Shenzhen e Sydney, e accede per la prima volta al terzo turno in una prova del Grand Slam agli Australian Open con i successi su Kontaveit e Alizé Cornet; perde al terzo turno contro Mirjana Lučić-Baroni dopo aver vinto il primo set. Eliminata nelle qualificazioni a Indian Wells e Miami, a Charleston sconfigge Lauren Davis e al secondo turno perde contro Jeļena Ostapenko. Supera il primo turno anche a Istanbul contro Danka Kovinić e perde nel turno successivo contro Sorana Cîrstea. Arriva quindi una serie di sconfitte premature tra cui quelle nelle qualificazioni al Madrid Open e agli Internazionali d'Italia e al primo turno del Roland Garros. Torna a vincere due incontri di fila in un torneo WTA raggiungendo i quarti al Nottingham Open con le vittorie su Jana Čepelová e Christina McHale e viene eliminata da Donna Vekić.
A Wimbledon supera le top 50 Kateřina Siniaková e Kristýna Plíšková e perde al terzo turno contro la testa di serie n° 6 Johanna Konta. Allo Swiss Open supera Mona Barthel ed esce al secondo turno per mano di Tamara Korpatsch. Raggiunge il terzo turno anche agli US Open con i successi sulla nº 27 WTA Kiki Bertens e Arina Rodionova, e viene eliminata da Venus Williams. Dopo la sconfitta nelle qualificazioni a Guangzhou, raggiunge la prima semifinale in un torneo WTA al Super 5 di Wuhan. Superate le qualificazioni, elimina nell'ordine Julija Putinceva, la n° 6 del mondo Caroline Wozniacki, prima top 10 battuta in carriera, Elena Vesnina e Alizé Cornet, prima di cedere a Caroline Garcia con il punteggio di 3-6 2-6. Con questo risultato guadagna 30 posizioni in classifica e porta il best ranking alla 50ª; sale alla 48ª dopo il secondo turno raggiunto nel suo ultimo impegno stagionale a Tianjin.

### 2018: prima finale Premier e Top 30
Inizia la stagione con l'eliminazione al primo turno in 5 tornei tra cui gli Australian Open, dove viene sconfitta da Kateřina Siniaková. Torna al successo in un tabellone WTA al Mexican Open, dove sconfigge Lara Arruabarrena Vecino e perde a sorpresa contro Stefanie Vögele. A Indian Wells supera nell'ordine le quotate Donna Vekić, Ashleigh Barty e Coco Vandeweghe, per poi cedere al quarto turno contro la futura campionessa Naomi Ōsaka in tre set. A Miami arriva fino al terzo turno superando Aleksandra Krunić e Anett Kontaveit e perde contro Mónica Puig. A Istanbul raggiunge la sua seconda semifinale WTA con i successi su Çağla Büyükakçay, Aleksandra Krunić e Arantxa Rus e viene eliminata da Polona Hercog. A Madrid viene eliminata al primo turno da Kiki Bertens.
Al primo turno degli Internazionali d'Italia si prende la rivincita sulla Bertens, supera poi la nº 5 del mondo Karolína Plíšková al termine di un incontro equilibrato, al termine del quale la ceca sfoga la rabbia per una chiamata del giudice di sedia e gli rompe a racchettate lo sgabello. Nel terzo turno Sakkari raccoglie due soli giochi contro Angelique Kerber e a fine torneo porta il best ranking alla 38ª posizione. All'Open di Francia supera nei primi turni Mandy Minella e Carla Suárez Navarro e diventa la prima greca che approda al terzo turno dello Slam parigino dal 2003; viene quindi eliminata da Dar'ja Kasatkina in tre set. In doppio non va oltre il primo turno. Arrivano poi le eliminazioni al primo turno a Birmingham, a Eastbourne e soprattutto a Wimbledon, battuta a sorpresa da Sofia Kenin.
Nel torneo di San Jose estromette Christina McHale, Tímea Babos, a cui lascia un solo game e la testa di serie nº 3 Venus Williams; in semifinale supera in rimonta Danielle Collins e arriva alla sua prima finale WTA ed è la terza greca, dopo la madre Angelikí Kanellopoúlou nel 1986 ed Eléni Daniilídou (ultima sua finale nel 2008), a raggiungere una finale nel circuito maggiore. Nell'incontro che assegna il titolo commette molti errori e raccoglie un solo game contro Mihaela Buzărnescu. Grazie a questi risultati porta il best ranking alla 31ª posizione, la migliore mai raggiunta da una tennista greco.
Eliminata al primo turno a Montréal da Dar'ja Kasatkina, a Cincinnati supera Naomi Ōsaka ed esce al secondo turno per mano di Anett Kontaveit. Nonostante la sconfitta al primo turno a New Haven, entra per la prima volta in carriera nella top 30, in 30ª posizione. Agli US Open estromette Asia Muhammad e al secondo turno turno viene di nuovo battuta da Sofia Kenin. A Seul si spinge fino alla semifinale battendo Anna Karolína Schmiedlová, Margarita Gasparjan e Irina-Camelia Begu; viene poi sconfitta da Kiki Bertens e a fine torneo sale alla 29ª posizione. Viene eliminata al primo turno negli ultimi 4 tornei stagionali.

### 2019: primo titolo WTA e trecento vittorie

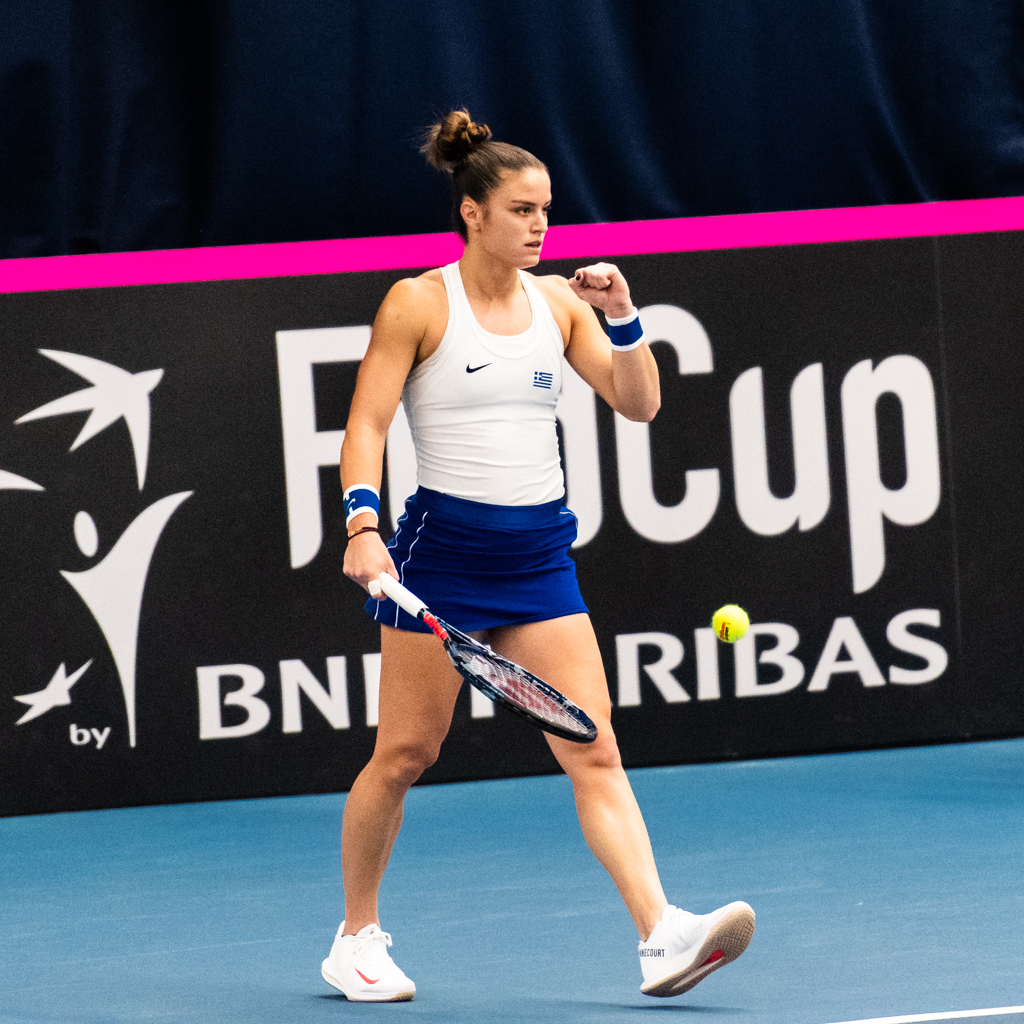
Maria Sakkari durante un match della Fed Cup 2019

Sconfitta al primo turno all'esordio stagionale a Hobart, agli Australian Open si spinge fino al terzo turno con i successi su Jeļena Ostapenko e Astra Sharma per 6-1 6-4; prima di cedere alla giocatrice di casa Ashleigh Barty. Eliminata al primo turno nei successivi tre tornei, supera Olga Danilović a Miami e perde al secondo turno da Petra Kvitová. Raggiunge i quarti di finale a Charleston battendo Conny Perrin, Andrea Petković e la nº 6 del mondo Kiki Bertens, e viene poi sconfitta da Caroline Wozniacki. Eliminata al primo turno a Istanbul, si aggiudica il primo titolo WTA in carriera a Rabat. Raggiunge la finale senza perdere alcun set contro Olga Danilović, Isabella Šinikova, la campionessa uscente Elise Mertens e Alison Van Uytvanck; in finale ha la meglio su Johanna Konta con il punteggio di 2-6, 6-4, 6-1.
Sconfitta da Carla Suárez Navarro al primo turno a Madrid, a Roma raggiunge invece per la prima volta la semifinale, supera nelle qualificazioni Vera Zvonarëva e Andrea Petković, e nel tabellone principale sconfigge nell'ordine Anastasija Pavljučenkova e Anett Kontaveit e accede ai quarti per il ritiro nel terzo set di Petra Kvitová, numero cinque del ranking. Elimina quindi in rimonta Kristina Mladenovic e raggiunge la seconda semifinale in un Premier 5, nella quale viene sconfitta dalla numero sei del mondo Karolína Plíšková. Non supera il secondo turno all'Open di Francia, sconfitta da Kateřina Siniaková.

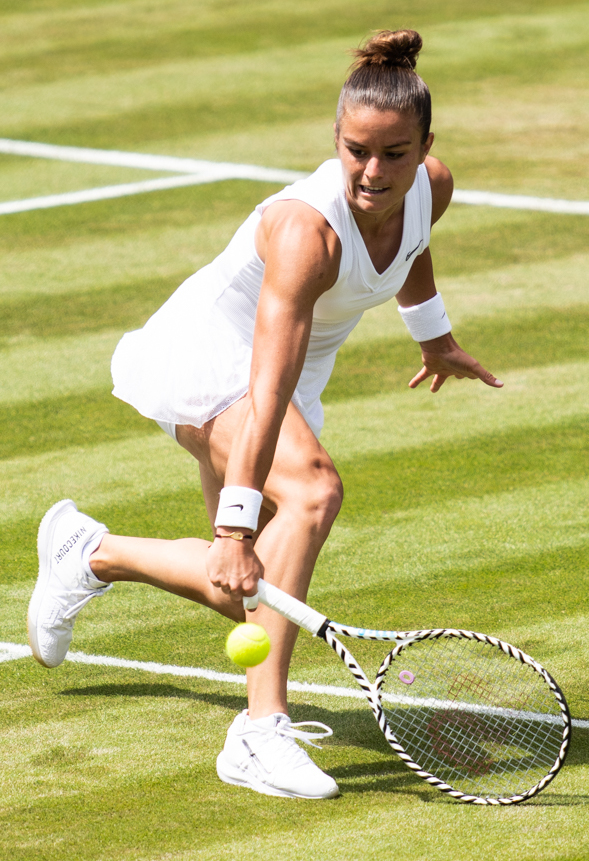
Maria Sakkari in azione a Wimbledon 2019

A Nottingham elimina Heather Watson e Ivana Jorović e viene sconfitta nei quarti di finale da Jennifer Brady. Esce al primo turno a Birmingham e al secondo a Eastbourne, sconfitta rispettivamente dalla nº 2 del mondo Naomi Ōsaka, a cui strappa un set, e da Johanna Konta. A Wimbledon perde al terzo turno contro la futura semifinalista Elina Svitolina. A San Jose sconfigge Ekaterina Aleksandrova, Mayo Hibi e la nº 7 del mondo Elina Svitolina, alla quale annulla quattro match point nel secondo parziale. Viene sconfitta in semifinale dalla futura campionessa Zheng Saisai. Spreca diversi match point al primo turno a Toronto contro Alison Riske, che si impone al tie break del set decisivo. A Cincinnati elimina Camila Giorgi e le top 10 Petra Kvitová e Aryna Sabalenka, e viene sconfitta in rimonta nei quarti di finale dalla nº 1 del ranking Ashleigh Barty.
Agli US Open, dopo il nuovo netto successo su Giorgi, rimonta Peng Shuai e viene nuovamente eliminata da Barty; al termine dello Slam porta il best ranking alla 27ª posizione mondiale. Problemi fisici la costringono a rinunciare ad alcuni tornei e fa il suo rientro in ottobre a Mosca, dove viene eliminata al primo turno. Nonostante la lunga assenza e la sconfitta, a fine torneo sale al 22º posto in classifica. L'ultimo impegno stagionale è il torneo secondario alle Finals di fine anno, l'Elite Trophy, nel quale viene eliminata nel round-robin dopo le sconfitte contro Aryna Sabalenka ed Elise Mertens.

### 2020: ottavi di finale agli Australian Open e agli US Open e Top 20
Apre l'anno con la sconfitta subita al primo turno a Brisbane contro Naomi Ōsaka, mentre al Premier di Adelaide esce al secondo turno per mano di Donna Vekić. Raggiunge per la prima volta il quarto turno in una prova dello Slam agli Australian Open, dove sconfigge nell'ordine Margarita Gasparjan, Nao Hibino e Madison Keys, e viene sconfitta in rimonta da Petra Kvitová. Al successivo Premier di San Pietroburgo arriva in semifinale imponendosi tra le altre sulla top-five Belinda Bencic, e viene nuovamente sconfitta in rimonta, questa volta da Elena Rybakina. Nonostante la sconfitta al primo turno a Dubai, a fine torneo entra per la prima volta nella top 20, al 20º posto. Non va oltre il terzo turno al successivo Qatar Open.
Dopo la lunga pausa del tennis mondiale dovuta alla pandemia di COVID-19, torna in campo ad agosto a Palermo e perde al primo turno. Dopo i successi nei primi turni a Cincinnati contro Cori Gauff e Julija Putinceva, supera per la prima volta in carriera la pluricampionessa Serena Williams imponendosi con il punteggio di 5-7 7-6, 6-1. Nei quarti di finale viene sconfitta da Johanna Konta in due parziali. Nello Slam newyorkese ha la meglio su Stefanie Vögele, Bernarda Pera e Amanda Anisimova, e al quarto turno Serena Williams si prende la rivincita in tre set. Al successivo Open di Francia elimina Ajla Tomljanović e Kamilla Rachimova e cede a sorpresa in rimonta alla qualificata Martina Trevisan dopo aver sprecato due match point. Alla prima edizione del Premier di Ostrava batte Kristýna Plíšková e la nº 5 del mondo Elina Svitolina; supera quindi in rimonta Ons Jabeur e perde in due set la semifinale contro Viktoryja Azaranka. Termina il 2020 alla 22ª posizione del ranking.

### 2021: terza finale WTA, due semifinali Slam, semifinale alle WTA Finals e ingresso in Top 10
Apre l'anno nuovo al WTA 500 di Abu Dhabi e raggiunge la semifinale con le vittorie su Anastasija Potapova, su Cori Gauff, sulla quinta testa di serie Garbiñe Muguruza ed eliminando nei quarti la nº 4 del mondo Sofia Kenin; cede quindi in due set contro Aryna Sabalenka. Al successivo Grampians Trophy sconfigge Leylah Annie Fernandez e Angelique Kerber e perde la semifinale contro Anett Kontaveit. Eliminata a sorpresa al primo turno degli Australian Open da Kristina Mladenovic, si spinge fino ai quarti a Doha e viene sconfitta da Garbiñe Muguruza, mentre non supera il secondo turno a Dubai. Dopo i successi al Miami Open contro Arantxa Rus e Ljudmila Samsonova, al quarto turno elimina Jessica Pegula dopo averle annullato sei match point. Raggiunge così per la prima volta i quarti di finale in un torneo che faceva parte dei Premier Mandatory e supera Naomi Ōsaka in un'ora e 10 minuti di gioco con il punteggio di 6-0 6-4. Perde la semifinale contro Bianca Andreescu al tie-break del set decisivo e a fine torneo porta il best ranking al 19º posto mondiale.

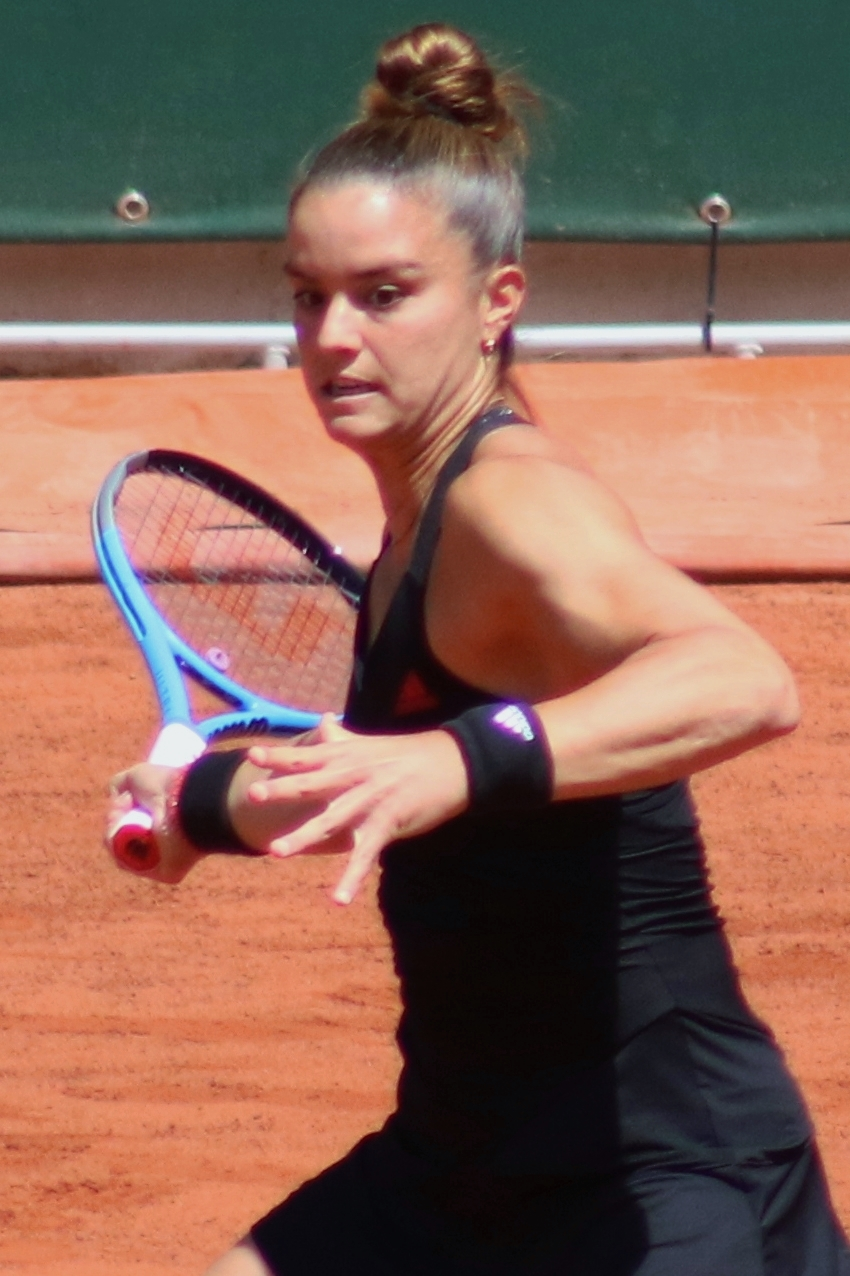
Maria Sakkarī agli Open di Francia 2021

Nei primi tre tornei europei su terra battuta supera il secondo turno solo a Madrid e perde al turno successivo contro Karolína Muchová. Raggiunge invece per la prima volta il quarto turno al Roland Garros con le vittorie su Katarina Zavac'ka, Jasmine Paolini e la 14ª testa di serie Elise Mertens. Agli ottavi concede solo 4 giochi a Sofia Kenin, raggiunge così i suoi primi quarti di finale in uno Slam e diventa la prima tennista greca nell'era Open a portarsi tra le ultime otto in un Major. Accede quindi alla semifinale superando la campionessa in carica Iga Świątek, che a Parigi aveva vinto gli ultimi 22 set giocati. L'ultima tennista greca che aveva raggiunto una semifinale Slam in singolare era stata nel 1925 Helene Contostavlos, sempre all'Open di Francia. Disputa poi contro Barbora Krejčíková la semifinale femminile con più game giocati nella storia del Roland Garros, e cede dopo oltre tre ore di battaglia con il punteggio di 5-7 6-4 7-9, non sfruttando un match point nel terzo parziale. Dopo l'eliminazione al secondo turno a Wimbledon, fa il suo debutto olimpico ai Giochi di Tokyo, dove in singolare viene eliminata in rimonta al terzo turno da Elina Svitolina, mentre nel doppio misto perde nei quarti di finale al tie-break decisivo assieme a Stefanos Tsitsipas contro Ashleigh Barty / John Peers.
Al Canadian Open approda agli ottavi di finale e cede a Viktoryja Azaranka al tie-break del terzo set. Eliminata al turno di esordio a Cincinnati, agli US Open elimina Marta Kostjuk, Kateřina Siniaková e Petra Kvitová. Negli ottavi affronta la campionessa del 2019 Bianca Andreescu e vince dopo 3 ore e mezza di gioco con il punteggio di 6-7, 7-6, 6-3, approdando al suo primo quarto di finale a New York. Battendo Karolína Plíšková diventa la prima tennista greca a entrare in semifinale nel torneo statunitense. Nonostante i favori del pronostico, viene nettamente battuta dalla nº 150 del mondo Emma Raducanu, diciottenne britannica che vincerà il torneo. Con questi risultati Sakkari migliora ancora il suo ranking portandosi al 13º posto mondiale.
Nei primi incontri di Ostrava supera Jeļena Ostapenko e Tereza Martincová, e in semifinale sconfigge per la seconda volta in carriera Iga Świątek, vincendo 6-4, 7-5. Torna così in una finale WTA dal 2019 e viene sconfitta da Anett Kontaveit per 6-2, 7-5, a fine torneo diventa la prima greca a entrare nella top 10. Esce di scena al match di esordio al successivo torneo di Indian Wells. Alla Kremlin Cup esordisce direttamente al secondo turno e grazie al ritiro di Anna Kalinskaja si qualifica per le WTA Finals, diventando la prima greca a riuscirci. Nei quarti elimina Simona Halep e si ritira nel primo set della semifinale con Ekaterina Aleksandrova per un calo di pressione. Alle WTA Finals di Guadalajara si impone nuovamente su Iga Świątek, nel secondo incontro del round robin cede a Paula Badosa e con la vittoria in tre set su Aryna Sabalenka accede alla semifinale, nella quale viene nuovamente battuta da Anett Kontaveit con il punteggio di 1-6 6-3 3-6. Chiude il 2021 con il nuovo best ranking al numero 6 del mondo, e riceve il premio di miglior atleta greca dell'anno.

### 2022: prime finali WTA 1000 e top 3
Eliminata al secondo turno all'esordio stagionale di Adelaide, agli Australian Open raggiunge il quarto turno senza perdere set eliminando tra le altre Veronika Kudermetova e viene sconfitta da Jessica Pegula. A San Pietroburgo è per la prima volta testa di serie nº 1 in un torneo WTA e raggiunge la semifinale battendo Anastasija Potapova, Ekaterina Aleksandrova ed Elise Mertens. Accede alla finale con il successo su Irina-Camelia Begu e nell'ultimo atto perde al terzo set contro Anett Kontaveit. Al terzo turno del WTA 1000 di Doha si prende la rivincita su Jessica Pegula, elimina quindi Cori Gauff e perde in due set la semifinale contro Iga Świątek.
Arriva in semifinale a Indian Wells senza perdere set, elimina tra le altre Petra Kvitová e Elena Rybakina e in semifinale supera in tre set la nº 7 WTA e campionessa in carica Paula Badosa. Raggiunge così la finale più prestigiosa da inizio carriera e viene nuovamente sconfitta da Iga Świątek, con il punteggio di 4-6 1-6. Al termine del torneo sale alla terza posizione del ranking, eguagliando il record del tennis greco stabilito da Stefanos Tsitsipas nel ranking ATP.

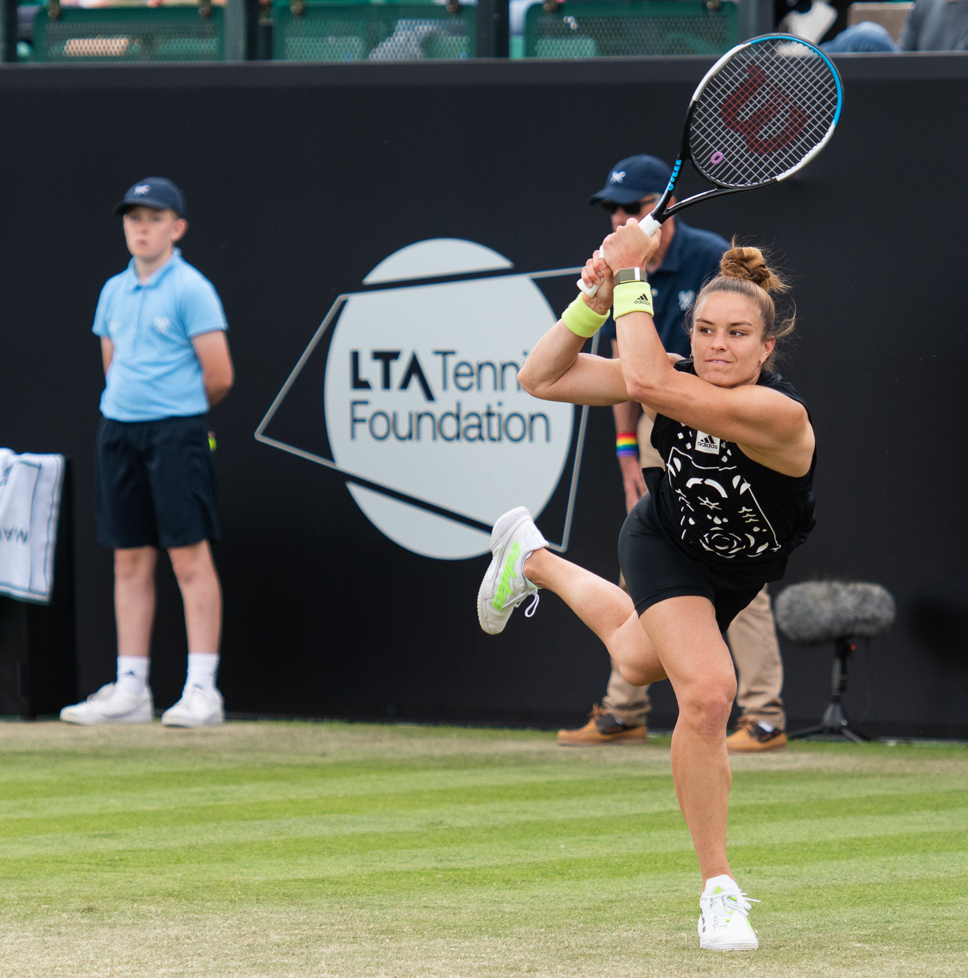
Maria Sakkarī a Notthingam nel 2022

Costretta al ritiro durante il turno di esordio al primo torneo della stagione sulla terra a Stoccarda, Al successivo 1000 di Madrid rimonta al primo turno Madison Keys e viene poi sconfitta a sua volta in rimonta da Dar'ja Kasatkina. Raggiunge per la prima volta i quarti a Roma battendo Ekaterina Aleksandrova e Cori Gauff, e viene eliminata in tre set dalla futura finalista Ons Jabeur sprecando un vantaggio di 6-1, 5-2 e 30-0 sul proprio servizio. Al Roland Garros esce al secondo turno per mano di Karolína Muchová. Inizia la stagione sull'erba raggiungendo i quarti a Nottingham e la semifinale a Berlino, mentre a Wimbledon viene sorpresa al terzo turno da Tatjana Maria. Nella trasferta nordamericana non riesce a cogliere più di una vittoria nello stesso torneo, e agli US Open viene eliminata al secondo turno da Wang Xiyu.
Torna a mettersi in luce raggiungendo la finale a Parma e viene sconfitta a sorpresa dalla numero 74 WTA Mayar Sherif. Eliminata all'esordio nei tornei WTA 500 di Ostrava e San Diego, si riscatta raggiungendo la finale al nuovo WTA 1000 di Guadalajara: si impone su Marta Kostjuk, Danielle Collins, Veronika Kudermetova e in semifinale su Marie Bouzková, e raccoglie solo cinque giochi nella finale contro Jessica Pegula. Grazie a questi risultati si qualifica per il secondo anno consecutivo alle WTA Finals, dove vince i tre match del round robin senza perdere alcun set contro Aryna Sabalenka, Jessica Pegula e Ons Jabeur. Alla seconda semifinale consecutiva al torneo di fine anno, viene sconfitta dalla futura vincitrice Caroline Garcia per 6-3, 6-2.

### 2023: primo titolo WTA 1000
Inizia la stagione alla United Cup dove conduce la Grecia in semifinale vincendo tutti i match disputati nelle prime fasi, tre singolari e tre incontri di doppio misto insieme a Stefanos Tsitsipas. Nella semifinale persa 4-1 contro l'Italia, viene sconfitta da Martina Trevisan. Agli Australian Open, esce al terzo turno per mano di Lin Zhu. Al WTA 250 di Linz raggiunge la prima semifinale dell'anno senza perdere set, dove viene sconfitta da Petra Martić. A Doha si impone su Qinwen Zheng, Aleksandrova e sulla top-5 Garcia nei quarti; cede in semifinale a Pegula in tre parziali. All'esordio a Dubai raccoglie solo tre giochi contro Karolína Plíšková. Come l'anno precedent, raggiunge la semifinale a Indian Wells: dopo i successi in rimonta contro Rogers e Kalinina, negli ottavi si prende la rivincita sulla Plíšková e nei quarti si impone su Kvitová. In semifinale raccoglie solo 5 giochi contro la nº 2 del mondo Sabalenka. Non supera il primo turno nei successivi tornei di Miami e Stoccarda.
Arriva per la prima volta in semifinale al WTA 1000 di Madrid, eliminando negli ottavi la ex-top 10 Badosa e avendo la meglio in rimonta sulla romena Begu nei quarti; nel penultimo incontro, viene nuovamente sconfitta da Sabalenka. A Roma esce al terzo turno, battuta da Vondroušová in sue set. Va peggio al Roland Garros, dove esce già al primo round contro Karolína Muchová, futura finalista. Sull'erba ottiene come miglior risultato la semifinale nel WTA 500 di Berlino, dove cede a Donna Vekić. A Wimbledon viene eliminata subito dall'ucraina Marta Kostjuk.
Ritorna in campo al Citi Open di Washington, dove battendo Fernandez e Keys e la numero uno del seeding Pegula, approda alla sua prima finale dell'anno, l'ottava complessiva nel circuito maggiore. Nella circostanza, la greca viene superata da Gauff, con il punteggio di 2-6, 3-6. Successivamente, la greca incappa in due sconfitte premature a Montréal e Cincinnat. Allo US Open, viene eliminata al primo turno da Rebeka Masarova, subendo la terza battuta d'arresto consecutiva in un primo turno slam. Torna in campo la settimana dopo a San Diego, dove si fa sorprendere da Emma Navarro ai quarti.
A Guadalajara disputa il penultimo torneo 1000 dell'anno dove infila quattro successi contro Hunter, Camila Giorgi, Arango, e Garcia, centrando così la seconda finale annuale e confermando il risultato colto in territorio messicano nel 2022. Nella circostanza, chiamata ad affrontare la sorpresa del torneo Caroline Dolehide, riesce a interrompere la striscia negativa di finali perse e a cogliere il secondo titolo della sua carriera e primo in quattro anni e mezzo, imponendosi con il punteggio di 7-5, 6-3 sull'avversaria statunitense.
La settimana dopo inaugura la trasferta asiatica: nel WTA 500 di Tokyo, batte Misaki Doi nella sua ultima partita in carriera, e nuovamente Garcia. In semifinale si arrende a Pegula. In Cina, Sakkarī si spinge fino ai quarti di finale del WTA 1000 di Pechino, dove viene sconfitta da Gauff, mentre cede alla padrona di casa Qinwen Zheng a Zhengzhou.
Grazie all ritiro per infortunio di Karolína Muchová, prende parte alle WTA Finals di Cancún in quanto posizionata al numero 9 della race. Inserita nel gruppo "Bacalar", a differenza di quanto avvenuto nel 2022 in cui vinse tutti i match del round robin, questa volta Sakkarī perde tutti gli incontri disputati contro Pegula, Rybakina e l'allora numero uno del mondo Sabalenka. Chiude la stagione al nono posto del ranking.

### 2024: seconda finale a Indian Wells
Così come l'anno precedente, inaugura la stagione alla United Cup e vincendo tutti i match di singolare disputati nella fase a gironi contribuisce a portare la Grecia ai quarti di finale, dove viene sconfitta dalla Germania. All'Australian Open, per l'ottavo Slam di fila, non riesce a cogliere la seconda settimana, uscendo già al secondo turno contro Elina Avanesjan. Dopo una serie di prestazioni deludenti nei tornei medio-orientali di Abu Dhabi, Doha e Dubai, ritrova la finale a due anni di distanza dall'ultima volta nel WTA 1000 di Indian Wells. Esattamente come successe nell'edizione 2022 perde dalla polacca Iga Świątek. A Miami raccoglie i quarti di finale, dove cede a Elena Rybakina in tre set tirati.
Nella parte di stagione dedicata alla terra, la greca partecipa a Charleston, dove elimina tra le altre Veronika Kudermetova, per giungere in semifinale contro Danielle Collins, futura vincitrice. Nei WTA 1000 di Madrid e Roma non va oltre agli ottavi, battuta da Beatriz Haddad Maia in Spagna e da Viktoryja Azaranka in Italia. Al Roland Garros subisce una sconfitta già al primo turno per mano di Varvara Gračëva. Per Sakkarī è la quarta sconfitta al primo turno Slam negli ultimi cinque disputati.
L'erba non è foriera di buoni risultati per la greca che esce al primo turno a Berlino e Bad Homburg. A Wimbledon batte McCartney Kessler e Arantxa Rus, tornando in un terzo turno Slam per la prima volta dall'Australian Open 2023, dove viene battuta dalla padrona di casa Emma Raducanu. Ritorna sulla terra rossa del Roland Garros per disputare la sua seconda Olimpiade consecutiva. Così come a Tokyo 2021, nel singolare si ferma al terzo turno, battuta in tale circostanza da Marta Kostjuk. A fine agosto, si ritira dopo aver perso il primo set contro Wang Yafan al primo turno dello US Open a causa di un infortunio alla spalla, a causa del quale archivia prematuramente la sua stagione.

## Statistiche WTA

### Singolare

#### Vittorie (2)
| Legenda               | Legenda      |
| --------------------- | ------------ |
| Grande Slam (0)       |              |
| Ori Olimpici (0)      |              |
| WTA Finals (0)        |              |
| WTA Elite Trophy (0)  |              |
| Dal 2009 al 2020      | Dal 2021     |
| Premier Mandatory (0) | WTA 1000 (1) |
| Premier 5 (0)         | WTA 1000 (1) |
| Premier (0)           | WTA 500 (0)  |
| International (1)     | WTA 250 (0)  |

| N. | Data              | Torneo                        | Superficie  | Avversaria in finale | Punteggio     |
| 1. | 4 maggio 2019     | Marocco Open, Rabat           | Terra rossa | Johanna Konta        | 2–6, 6–4, 6–1 |
| 2. | 23 settembre 2023 | Guadalajara Open, Guadalajara | Cemento     | Caroline Dolehide    | 7–5, 6–3      |

#### Sconfitte (8)
| Legenda               | Legenda      |
| --------------------- | ------------ |
| Grande Slam (0)       |              |
| Argenti Olimpici (0)  |              |
| WTA Finals (0)        |              |
| WTA Elite Trophy (0)  |              |
| Dal 2009 al 2020      | Dal 2021     |
| Premier Mandatory (0) | WTA 1000 (3) |
| Premier 5 (0)         | WTA 1000 (3) |
| Premier (1)           | WTA 500 (3)  |
| International (0)     | WTA 250 (1)  |

| N. | Data              | Torneo                                        | Superficie  | Avversaria in finale | Punteggio        |
| 1. | 5 agosto 2018     | Silicon Valley Classic, San Jose              | Cemento     | Mihaela Buzărnescu   | 1–6, 0–6         |
| 2. | 26 settembre 2021 | Ostrava Open, Ostrava                         | Cemento (i) | Anett Kontaveit      | 2–6, 5–7         |
| 3. | 13 febbraio 2022  | St. Petersburg Ladies Trophy, San Pietroburgo | Cemento (i) | Anett Kontaveit      | 7–5, 6(4)–7, 5–7 |
| 4. | 20 marzo 2022     | Indian Wells Open, Indian Wells               | Cemento     | Iga Świątek          | 4–6, 1–6         |
| 5. | 1º ottobre 2022   | Parma Ladies Open, Parma                      | Terra rossa | Mayar Sherif         | 5–7, 3–6         |
| 6. | 23 ottobre 2022   | Guadalajara Open, Guadalajara                 | Cemento     | Jessica Pegula       | 2–6, 3–6         |
| 7. | 6 agosto 2023     | Washington Open, Washington                   | Cemento     | Coco Gauff           | 2–6, 3–6         |
| 8. | 17 marzo 2024     | Indian Wells Open, Indian Wells (2)           | Cemento     | Iga Świątek          | 4–6, 0–6         |

## Statistiche ITF

### Singolare

#### Vittorie (7)
| Torneo $100.000 (0) |
| Torneo $80.000 (0)  |
| Torneo $75.000 (0)  |
| Torneo $60.000 (0)  |
| Torneo $50.000 (0)  |
| Torneo $25.000 (1)  |
| Torneo $15.000 (0)  |
| Torneo $10.000 (6)  |

| N. | Data           | Torneo                                     | Superficie  | Avversaria in finale       | Punteggio     |
| 1. | 27 aprile 2014 | Heraklion Hellenic Zeus Circuit, Heraklion | Cemento     | Despina Papamichail        | 6–1, 1–6, 6–3 |
| 2. | 18 maggio 2014 | Rising Star Tour, Båstad                   | Terra rossa | Carolin Daniels            | 7–5, 6–2      |
| 3. | 22 giugno 2014 | Nis Open, Niš                              | Terra rossa | Dea Herdželaš              | 3–6, 6–4, 6–1 |
| 4. | 27 luglio 2014 | Tampere Open, Tampere                      | Terra rossa | Anastasija Pivovarova      | 6–4, 7–5      |
| 5. | 23 marzo 2015  | Heraklion Hellenic Zeus Circuit, Heraklion | Cemento     | Anastasiya Komardina       | 6–4, 6–3      |
| 6. | 5 aprile 2015  | Heraklion Hellenic Zeus Circuit, Heraklion | Cemento     | Valentini Grammatikopoulou | 6–2, 6–2      |
| 7. | 31 maggio 2015 | Infond Open, Maribor                       | Terra rossa | Rebecca Peterson           | 3–6, 6–2, 6–2 |

#### Sconfitte (10)
| Torneo $100.000 (0) |
| Torneo $80.000 (0)  |
| Torneo $75.000 (0)  |
| Torneo $60.000 (0)  |
| Torneo $50.000 (2)  |
| Torneo $25.000 (1)  |
| Torneo $15.000 (0)  |
| Torneo $10.000 (7)  |

| N.  | Data              | Torneo                                                                          | Superficie  | Avversaria in finale | Punteggio        |
| 1.  | 25 settembre 2011 | ITF Women's Circuit Athens, Atene                                               | Terra rossa | Deniz Khazaniuk      | 6–1, 3–6, 3–6    |
| 2.  | 9 settembre 2012  | Tennis Organisation, Antalya                                                    | Cemento     | Ana Bogdan           | 3–6, 2–6         |
| 3.  | 15 settembre 2013 | ITF Women's Circuit Mytilene, Mytilene                                          | Cemento     | Klaartje Liebens     | 2–6, 1–6         |
| 4.  | 29 settembre 2013 | Marathon Futures, Atene                                                         | Cemento     | Aminat Kushkhova     | 0–6, 5–7         |
| 5.  | 20 aprile 2014    | Heraklion Hellenic Zeus Circuit, Heraklion                                      | Cemento     | Pernilla Mendesová   | 2–6, 2–6         |
| 6.  | 11 maggio 2014    | Rising Star Tour, Båstad                                                        | Terra rossa | Conny Perrin         | 5–7, 1–6         |
| 7.  | 6 luglio 2014     | Bella Cup, Toruń                                                                | Terra rossa | Barbora Krejčíková   | 4–6, 1–6         |
| 8.  | 3 agosto 2014     | Savitaipale Ladies Open, Savitaipale                                            | Terra rossa | Emma Laine           | 3–6, 7–5, 0–6    |
| 9.  | 15 maggio 2016    | Open International Féminin Midi-Pyrénées Saint-Gaudens Comminges, Saint-Gaudens | Terra rossa | Irina Chromačëva     | 6–1, 6(3)–7, 1–6 |
| 10. | 18 giugno 2016    | Szeged Open, Seghedino                                                          | Terra rossa | Viktorija Tomova     | 6–4, 0–6, 4–6    |

### Doppio

#### Vittorie (5)
| Torneo $100.000 (0) |
| Torneo $80.000 (0)  |
| Torneo $75.000 (1)  |
| Torneo $60.000 (0)  |
| Torneo $50.000 (0)  |
| Torneo $25.000 (0)  |
| Torneo $15.000 (0)  |
| Torneo $10.000 (4)  |

| N. | Data              | Torneo                                                | Superficie  | Compagno            | Avversari in finale                          | Punteggio        |
| 1. | 10 maggio 2014    | Rising Star Tour, Båstad                              | Terra rossa | Kim-Alice Gradjek   | Dea Herdželaš Conny Perrin                   | 7–5, 6–4         |
| 2. | 21 giugno 2014    | Nis Open, Niš                                         | Terra rossa | Alexandra Nancarrow | Lina Ǵorčeska Marina Lazić                   | 6–3, 6–0         |
| 3. | 26 luglio 2014    | Tampere Open, Tampere                                 | Terra rossa | Alexandra Nancarrow | Emma Laine Anastasija Pivovarova             | 6–2, 6–3         |
| 4. | 19 settembre 2014 | Torneo Internacional Femenino Villa de Madrid, Madrid | Cemento     | Inés Ferrer Suárez  | Yvonne Cavalle Réimers Lucía Cervera Vázquez | 6–2, 3–6, [11–9] |
| 5. | 14 novembre 2015  | Al Habtoor Tennis Challenge, Dubai                    | Cemento     | Çağla Büyükakçay    | Elise Mertens İpek Soylu                     | 7–6(6), 6–4      |

#### Sconfitte (4)
| Torneo $100.000 (0) |
| Torneo $80.000 (0)  |
| Torneo $75.000 (0)  |
| Torneo $60.000 (0)  |
| Torneo $50.000 (0)  |
| Torneo $25.000 (1)  |
| Torneo $15.000 (0)  |
| Torneo $10.000 (3)  |

| N. | Data              | Torneo                                     | Superficie  | Compagno            | Avversari in finale                          | Punteggio           |
| 1. | 28 settembre 2013 | Marathon Futures, Atene                    | Cemento     | Pei-Chi Lee         | Keren Shlomo Saray Sterenbach                | 6–3, 1–6, [8–10]    |
| 2. | 19 aprile 2014    | Heraklion Hellenic Zeus Circuit, Heraklion | Cemento     | Despina Papamichail | Natela Dzalamidze Valentini Grammatikopoulou | 7–6(6), 3–6, [5–10] |
| 3. | 2 agosto 2014     | Savitaipale Ladies Open, Savitaipale       | Terra rossa | Alexandra Nancarrow | Diana Bogoliy Emma Laine                     | 4–6, 6(2)–7         |
| 4. | 9 agosto 2015     | Knoll Open, Bad Saulgau                    | Terra rossa | Despina Papamichail | Cristina Dinu Diana Buzean                   | 6–2, 3–6, [8–10]    |

## Risultati in progressione
| Sigla | Risultato               |
| ----- | ----------------------- |
| V     | Vincitore               |
| F     | Finalista               |
| SF    | Semifinalista           |
| O     | Oro olimpico            |
| A     | Argento olimpico        |
| SF    | Bronzo olimpico         |
| QF    | Quarti di Finale        |
| 4T    | Quarto turno            |
| 3T    | Terzo turno             |
| 2T    | Secondo turno           |
| 1T    | Primo turno             |
| RR    | Round Robin             |
| LQ    | Turno di qualificazione |
| A     | Assente                 |
| ND    | Non disputato           |

| Legenda superfici    |
| -------------------- |
| Cemento              |
| Terra battuta        |
| Erba                 |
| Superficie variabile |

### Singolare
Aggiornato a fine Mérida Open 2025. 
| Tornei del Grande Slam |                 |                 |                 |                 |                 |               |               |               |               |       |     |             |             |
| Australian Open        | A               | 2T              | 3T              | 1T              | 3T              | 4T            | 1T            | 4T            | 3T            | 2T    | 1T  | 0 / 10      | 14–10       |
| Open di Francia        | A               | Q1              | 1T              | 3T              | 2T              | 3T            | SF            | 2T            | 1T            | 1T    |     | 0 / 8       | 11–8        |
| Wimbledon              | A               | 2T              | 3T              | 1T              | 3T              | ND            | 2T            | 3T            | 1T            | 3T    |     | 0 / 8       | 10–8        |
| US Open                | 1T              | 1T              | 3T              | 2T              | 3T              | 4T            | SF            | 2T            | 1T            | 1T    |     | 0 / 10      | 14–10       |
| Giochi olimpici        |                 |                 |                 |                 |                 |               |               |               |               |       |     |             |             |
| Giochi olimpici        | ND              | A               | Non disputati   | Non disputati   | Non disputati   | Non disputati | 3T            | Non disputati | Non disputati | 3T    | ND  | 0 / 2       | 4–2         |
| Tornei di fine anno    |                 |                 |                 |                 |                 |               |               |               |               |       |     |             |             |
| WTA Finals             | Non qualificata | Non qualificata | Non qualificata | Non qualificata | Non qualificata | ND            | SF            | SF            | RR            | ND    |     | 0 / 3       | 5–6         |
| WTA 1000               |                 |                 |                 |                 |                 |               |               |               |               |       |     |             |             |
| Doha                   | 500             | A               | 500             | 1T              | 500             | 3T            | 500           | SF            | 500           | 2T    | 2T  | 0 / 5       | 6–5         |
| Dubai                  | A               | 500             | A               | 500             | A               | 500           | 1T            | 500           | 2T            | 3T    | 1T  | 0 / 4       | 1–4         |
| Indian Wells           | A               | Q1              | Q2              | 4T              | 1T              | ND            | 2T            | F             | SF            | F     |     | 0 / 6       | 17–6        |
| Miami                  | A               | 1T              | Q1              | 3T              | 2T              | ND            | SF            | 2T            | 2T            | QF    |     | 0 / 7       | 9–7         |
| Madrid                 | A               | Q2              | Q2              | 1T              | 1T              | ND            | 3T            | 3T            | SF            | 4T    |     | 0 / 6       | 9–6         |
| Roma                   | Assente         | Assente         | Q1              | 3T              | SF              | A             | 3T            | QF            | 3T            | 4T    |     | 0 / 6       | 12–6        |
| Montréal / Toronto     | Assente         | Assente         | Assente         | 1T              | 1T              | ND            | 3T            | 3T            | 2T            | A     |     | 0 / 5       | 3–5         |
| Cincinnati             | A               | Q1              | A               | 2T              | QF              | QF            | 1T            | 2T            | 3T            | A     |     | 0 / 6       | 8–6         |
| Guadalajara            | Non disputato   | Non disputato   | Non disputato   | Non disputato   | Non disputato   | Non disputato | Non disputato | F             | V             | 500   | 500 | 1 / 2       | 9–1         |
| Wuhan                  | Assente         | Assente         | SF              | 1T              | A               | Non disputato | Non disputato | Non disputato | Non disputato | A     |     | 0 / 2       | 4–2         |
| Pechino                | A               | Q2              | A               | 1T              | A               | Non disputato | Non disputato | Non disputato | QF            | A     |     | 0 / 2       | 2–2         |
| Carriera               |                 |                 |                 |                 |                 |               |               |               |               |       |     |             |             |
| Tornei giocati         | 4               | 12              | 16              | 26              | 22              | 11            | 19            | 23            | 23            | 15    | 6   | 177         | 177         |
| Titoli                 | 0               | 0               | 0               | 0               | 1               | 0             | 0             | 0             | 1             | 0     | 0   | 2           | 2           |
| Finali                 | 0               | 0               | 0               | 1               | 1               | 0             | 1             | 4             | 2             | 1     | 0   | 10          | 10          |
| Totale V–S             | 45–26           | 38–25           | 20–18           | 23–23           | 31–20           | 20–11         | 38–20         | 40–23         | 38–25         | 20–15 | 3–6 | 316–212     | 316–212     |
| Vittorie %             | 63%             | 60%             | 53%             | 50%             | 61%             | 67%           | 66%           | 63%           | 60%           | 57%   | 33% | 59.85%      | 59.85%      |
| Ranking a fine anno    | 188             | 89              | 52              | 41              | 23              | 22            | 6             | 6             | 9             | 32    |     | $12.747.353 | $12.747.353 |

Note
1. ↑  I tornei di categoria WTA 1000 erano suddivisi in: Premier Mandatory (Indian Wells, Miami, Madrid e Pechino) e in Premier 5 (Dubai/Doha, Roma, Montéal/Toronto, Cincinnati e Wuhan) dal 2009 al 2020.
2. 1 2  Il Dubai Tennis Championships e il Qatar Ladies Open di Doha si scambiarono frequentemente lo status tra evento Premier ed evento Premier 5 dal 2009 al 2020, mentre dal 2021 al 2023 tra evento WTA 1000 e WTA 500. Dal 2024 vengono disputati entrambi come eventi WTA 1000.

## Vittorie contro giocatrici Top 10
| Stagione | 2017 | 2018 | 2019 | 2020 | 2021 | 2022 | 2023 | 2024 | 2025 | Totale |
| Vittorie | 1    | 1    | 5    | 3    | 9    | 4    | 3    | 1    | 1    | 28     |

| #    | Giocatrice            | Ranking | Evento                                 | Superficie  | Turno | Punteggio           | Rank. MSR |
| ---- | --------------------- | ------- | -------------------------------------- | ----------- | ----- | ------------------- | --------- |
| 2017 |                       |         |                                        |             |       |                     |           |
| 1.   | Caroline Wozniacki    | 6       | Wuhan Open, Wuhan                      | Cemento     | 2T    | 7–5, 6–3            | 80        |
| 2018 |                       |         |                                        |             |       |                     |           |
| 2.   | Karolína Plíšková (1) | 5       | Internazionali d'Italia, Roma          | Terra rossa | 2T    | 3–6, 6–3, 7–5       | 42        |
| 2019 |                       |         |                                        |             |       |                     |           |
| 3.   | Kiki Bertens          | 6       | Charleston Open, Charleston            | Terra verde | 3T    | 7–6(8), 6–3         | 50        |
| 4.   | Petra Kvitová (1)     | 5       | Internazionali d'Italia, Roma          | Terra rossa | 3T    | 7–5, 5–7, 4–0 rit.  | 39        |
| 5.   | Elina Svitolina (1)   | 7       | Silicon Valley Classic, San Jose       | Cemento     | QF    | 1–6, 7–6(3), 6–3    | 30        |
| 6.   | Petra Kvitová (2)     | 6       | Cincinnati Open, Cincinnati            | Cemento     | 2T    | 6–4, 2–6, 6–3       | 33        |
| 7.   | Aryna Sabalenka (1)   | 9       | Cincinnati Open, Cincinnati            | Cemento     | 3T    | 6(4)–7, 6–4, 6–4    | 33        |
| 2020 |                       |         |                                        |             |       |                     |           |
| 8.   | Belinda Bencic        | 5       | St. Petersburg Trophy, San Pietroburgo | Cemento (i) | QF    | 2–6, 6–4, 6–3       | 21        |
| 9.   | Serena Williams       | 9       | Cincinnati Open, New York              | Cemento     | 3T    | 5–7, 7–6(5), 6–1    | 21        |
| 10.  | Elina Svitolina (2)   | 5       | Ostrava Open, Ostrava                  | Cemento     | 2T    | 6–3, 6–3            | 23        |
| 2021 |                       |         |                                        |             |       |                     |           |
| 11.  | Sofia Kenin (1)       | 4       | Abu Dhabi Open, Abu Dhabi              | Cemento     | QF    | 2–6, 6–2, 6–0       | 22        |
| 12.  | Naomi Ōsaka           | 2       | Miami Open, Miami Gardens              | Cemento     | QF    | 6–0, 6–4            | 25        |
| 13.  | Sofia Kenin (2)       | 5       | Open di Francia, Parigi                | Terra rossa | 4T    | 6–1, 6–3            | 18        |
| 14.  | Iga Świątek (1)       | 9       | Open di Francia, Parigi                | Terra rossa | QF    | 6–4, 6–4            | 18        |
| 15.  | Bianca Andreescu      | 7       | US Open, New York                      | Cemento     | 4T    | 6(2)–7, 7–6(6), 6–3 | 18        |
| 16.  | Karolína Plíšková (2) | 4       | US Open, New York                      | Cemento     | QF    | 6–4, 6–4            | 18        |
| 17.  | Iga Świątek (2)       | 4       | Ostrava Open, Ostrava                  | Cemento (i) | SF    | 6–4, 7–5            | 12        |
| 18.  | Iga Świątek (3)       | 9       | WTA Finals, Guadalajara                | Cemento     | RR    | 6–2, 6–4            | 6         |
| 19.  | Aryna Sabalenka (2)   | 2       | WTA Finals, Guadalajara                | Cemento (i) | RR    | 7–6(1), 6(6)–7, 6–3 | 6         |
| 2022 |                       |         |                                        |             |       |                     |           |
| 20.  | Paula Badosa          | 7       | Indian Wells Open, Indian Wells        | Cemento     | SF    | 6–2, 4–6, 6–1       | 6         |
| 21.  | Jessica Pegula (1)    | 3       | WTA Finals, Fort Worth                 | Cemento (i) | RR    | 7–6(6), 7–6(4)      | 5         |
| 22.  | Aryna Sabalenka (3)   | 7       | WTA Finals, Fort Worth                 | Cemento (i) | RR    | 6–2, 6–4            | 5         |
| 23.  | Ons Jabeur            | 2       | WTA Finals, Fort Worth                 | Cemento (i) | RR    | 6–2, 6–3            | 5         |
| 2023 |                       |         |                                        |             |       |                     |           |
| 24.  | Caroline Garcia (1)   | 5       | Qatar Ladies Open, Doha                | Cemento     | QF    | 6–2, 6(5)-7, 7-6(5) | 7         |
| 25.  | Jessica Pegula (2)    | 4       | Washington Open, Washington            | Cemento     | SF    | 6–3, 4-6, 6-2       | 9         |
| 26.  | Caroline Garcia (2)   | 10      | Pan Pacific Open, Tokyo                | Cemento     | QF    | 6–2, 6–2            | 6         |
| 2024 |                       |         |                                        |             |       |                     |           |
| 27.  | Coco Gauff            | 3       | Indian Wells Open, Indian Wells        | Cemento     | SF    | 6–4, 6(5)–7, 6–2    | 9         |
| 2025 |                       |         |                                        |             |       |                     |           |
| 28.  | Jasmine Paolini       | 6       | Madrid Open, Madrid                    | Terra rossa | 3T    | 6-2, 6-1            | 82        |